# コカ・コーライーストジャパンプロダクツ
コカ・コーライーストジャパンプロダクツ株式会社は、かつて存在した日本の清涼飲料製造会社。 コカ・コーライーストジャパンの100%子会社として同グループのサプライチェーン・マネジメントを担っていた。略称はCCEJP。本社は東京都港区赤坂にあった。

## 概要
当初は東京コカ・コーラボトリング株式会社、三国コカ・コーラボトリング株式会社、利根コカ・コーラボトリング株式会社の製造部門を統合し設立された。2003年に旧富士コカ・コーラボトリングの海老名工場が加わった。コカ・コーライーストジャパン発足後の2014年1月には白州ヘルス飲料株式会社、コカ・コーラセントラルジャパンプロダクツ株式会社、三国アセプティック株式会社も統合された。。2014年7月にはコカ･コーライーストジャパン傘下の物流・機器メンテナンス会社が同社に統合された。2016年1月には旧仙台コカ・コーラボトリング傘下の仙台コカ・コーラプロダクツ株式会社を含む3社を当社に統合した。
2016年10月にコカ・コーライーストジャパンに吸収合併され解散した。

## 工場
- 岩槻工場 (EIW→EW)  - 埼玉県さいたま市岩槻区

現在関東地方に出荷されているコカ・コーラ（コカ・コーラZERO等派生商品含む）の500mlPET製品はこの工場で集中的に生産され、使用される容器も工場内で成型されている（繁忙期は他工場でも生産）。この工場はコカ・コーラとその派生商品の中～大型PETの生産が大部分を占め、かつてはアクエリアスやQoo等ホット充填で製造される非炭酸飲料の大型PET製品も製造された。2014年に同工場5つ目の新ラインが稼働し、現在はファンタの1.5リットルPETの製造も多い。2015年に旧三国アセプティック社の無菌充填ライン2ラインが更新された。
同工場の無菌充填ラインはコカ・コーライーストジャパン発足前は三国アセプティック社の管轄となっていて製造所固有記号も独自のMASを使用していたが、三国アセプティック社の解散及びCCEJP吸収に伴い同じEIWが使用されるようになった。かつては三国コカ・コーラボトリングの瓶製品の生産拠点としてリターナブル・ワンウェイガラス瓶製品も製造していたが、群馬工場（現在閉鎖）へのライン集約を経て現在では多摩工場での生産に完全移行した。90年代はジョージア缶製品等を生産するレトルト設備を備えた缶ラインもあったが現在では埼玉工場に集約されている。
- 埼玉工場 (ESA→ES)  - 埼玉県比企郡吉見町

出自はサツキコカ・コーラキャンニングの工場であり、その後三国コカ・コーラボトリング埼玉第二工場となった。東洋製罐埼玉工場に隣接している関係から缶製品の製造に特化し、あらゆる液種・サイズの製造に対応可能である。関東及び東海地方出荷分の炭酸飲料の缶製品は現在この工場で集中的に生産されている。2011年に稼働率が低かったPETラインをリプレースし、無菌充填マルチPETラインに改修。かつてはボトル缶製品の製造も行っていたが、2009年をもって終了となった。
- 多摩工場 (ETA→EA)  - 東京都東久留米市

爽健美茶、紅茶花伝等の無菌充填が必要な小型PET製品、ジョージアなどのレトルト殺菌処理をしているコーヒー缶製品、コカ・コーラを中心とするリターナブル瓶製品、カナダドライをメインに炭酸飲料の500mlPET製品やポストミックスシロップ等他品種に渡り生産している大規模製造拠点である。2016年3月現在、関東、およびみちのく秋田等の各工場のリターナブル瓶製品ラインが当工場に集約・統合された結果、当該製品の生産設備は日本でもトップクラス。かつて生産されていた炭酸飲料の缶製品は埼玉工場での製造に移管された。
- 茨城工場 (EIB→EB)  - 茨城県土浦市東中貫

現在はPETボトル製品、ジョージアコーヒー等の缶製品を製造。近年では特に、炭酸飲料の1.5リットルPET製品はこの工場で大部分が生産されている。いまや利根コカ・コーラ管轄外でも販売されている名物マックスコーヒーの250g缶の大部分はこの工場で生産され各地に出荷（マックスコーヒー500mlPET製品は無菌充填ラインが小型PETボトルに対応していない関係で同じCCEJPの海老名工場等で生産されている）。利根コカ・コーラボトリング時代はあらゆる容器・サイズの製品を生産していたがリターナブル瓶製品は多摩工場、炭酸・果汁等の非炭酸飲料の缶製品は埼玉工場での生産に移行した。グラソービタミンウォーターの専用製造ラインも所有している。
- 海老名工場 (EEB→EE)  - 神奈川県海老名市上河内

PET製品ライン（茶・コーヒーの無菌充填小～大型、炭酸・非炭酸飲料の500ml及び1.5ℓ）、関東の他工場にないボトル缶コーヒーを有する。2014年から2015年にかけて、既存のPET3ラインをリニューアル。主に茶製品を生産している。リターナブル瓶製品は多摩工場、缶製品の大半は埼玉工場での生産に移行した。
- 白州工場 (EHA→EH)  - 山梨県北杜市

旧・白州ヘルス飲料（株）白州工場。い・ろ・は・すシリーズ（天然水／みかん／りんご／もも）を生産。同サイズの茶飲料も生産可能。
- 東海工場 (ETO→ET) - 愛知県東海市

PET製品ライン、缶製品及びボトル缶製品ラインを有する。2015年にボトル缶充填ラインを増設。以前の固有記号は、「U(中京コカ・コーラ時代、通称の上野工場が由来)」「CTO・CT2（中京東海および中京東海第二）」「CTK・CTM（セントラル東海北・セントラル東海南）」。
- 蔵王工場（EZA→EZ）- 宮城県刈田郡蔵王町

1996年に、仙台コカ・コーラボトリング仙台工場のラインを継承する形で2つの充填機を持ち炭酸飲料からコーヒー飲料まで生産可能な高速缶ライン、PETボトルライン、ポストミックスシロップ製造の3ラインで稼動開始。2000年に大型PETボトル無菌充填ライン、2007年には小型PETボトル無菌充填ラインも導入された。
- 名古屋工場(旧記号CNA/ENA) - 名古屋市東区 2014年8月に稼働停止
- 静岡工場(旧記号CSI) - 静岡市清水区　 2014年9月に稼働停止